# Trypanaeus hubenthali
Trypanaeus hubenthali är en skalbaggsart som beskrevs av Heinrich Bickhardt 1920. Trypanaeus hubenthali ingår i släktet Trypanaeus och familjen stumpbaggar. Inga underarter finns listade i Catalogue of Life.